# Schwarzbach (Sebnitz)
Der Schwarzbach ist ein rechter Nebenfluss der Sebnitz in der Sächsischen Schweiz.

## Verlauf
Seinen Ursprung hat der 10,2 km lange Bach am westlichen Abhang des Ungerbergs in einer Höhenlage von ca. 485 Metern. Von hier fließt er etwa 2 Kilometer in Richtung Westen, bevor er sich nördlich von Krumhermsdorf in Richtung Süden wendet und an Krumhermsdorf und an Lohsdorf vorbeifließt. An der ehemaligen Buttermilchmühle bei Altendorf mündet das Gewässer orografisch rechts in die Sebnitz. Rechtsseitig der Schwarzbachmündung befindet sich auf einem Berg die Burg Schwarzberg, welche auch im Volksmund als Goßdorfer Raubschloß bezeichnet wird.

## Naturraum
Der Bachlauf liegt mit Ausnahme des Quellbereichs komplett im Naturraum des Westlausitzer Hügel- und Berglandes. Im Oberlauf nördlich von Lohsdorf hat der Schwarzbach ein nur etwa 20–40 Meter tiefes Tal mit flachen Talhängen ausgebildet, die meist als Grünland genutzt werden.
Unterhalb von Lohsdorf hat der Bach jedoch ein tiefes Kerbtal im dort anstehenden Lausitzer Granit ausgebildet. Die bewaldeten und teilweise felsigen Talhänge erreichen abschnittsweise Höhen von mehr als 100 Metern. Hier hat der Bachlauf teils deutliche Mäander mit Prall- und Gleithang ausgebildet. Die steilen Talhänge tragen einen Mischwald. Auf den Talwiesen finden sich u. a. Himmelschlüssel, Straußenfarn, Scheiden-Wollgras und Sumpf-Herzblatt.
Der Bach ist zudem Lebensraum für Bachforellen, Schmerlen, Elritzen und Gründlinge.

## Naturschutz
Das Quellgebiet des Schwarzbaches liegt im FFH-Gebiet 164 "Laubwälder am Unger".
Der komplette Unterlauf unterhalb von Lohsdorf ist Teil des FFH-Gebietes 166 "Lachsbach- und Sebnitztal". Dieser Teil ist zudem Bestandteil des Landschaftsschutzgebietes D24 "Sächsische Schweiz". Hier befinden sich zudem mit dem "Maulberg" (SSZ 098), dem "Schwarzberg" (SSZ 107) und dem "Nasenberg" (SSZ 097) drei Flächennaturdenkmale.

## Erschließung
In früheren Jahrhunderten verlief durch den südlichen Teil des Schwarzbachtales unterhalb von Lohsdorf eine "Alte Schandauer Straße" genannte Verbindung von den Dörfern der Herrschaft Hohnstein ins Elbtal bei Bad Schandau.
Heute ist das Schwarzbachtal ab Krumhermsdorf von weitgehend markierten Wanderwegen erschlossen. Bei Lohsdorf verläuft die Staatsstraße S 165 von Lohmen nach Sebnitz auf einem kurzen Abschnitt durch das Tal.
Von 1897 bis 1951 nutzte die Schmalspurbahn Goßdorf-Kohlmühle–Hohnstein das Tal im Abschnitt nördlich von Lohsdorf bis zur Mündung in die Sebnitz. Dabei machte der Talverlauf südlich von Lohsdorf die Anlage von 2 kurzen Tunneln notwendig. Die Trasse in diesem Abschnitt unverbaut erhalten geblieben.